# Ozoir-le-Breuil
Ozoir-le-Breuil és un municipi francès, situat al departament de l'Eure i Loir i a la regió de Centre – Vall del Loira. L'any 2007 tenia 417 habitants.

## Demografia

### Població
El 2007 la població de fet d'Ozoir-le-Breuil era de 417 persones. Hi havia 164 famílies, de les quals 48 eren unipersonals (28 homes vivint sols i 20 dones vivint soles), 40 parelles sense fills, 60 parelles amb fills i 16 famílies monoparentals amb fills.
La població ha evolucionat segons el següent gràfic:
Habitants censats

### Habitatges
El 2007 hi havia 216 habitatges, 167 eren l'habitatge principal de la família, 30 eren segones residències i 19 estaven desocupats. Tots els 214 habitatges eren cases. Dels 167 habitatges principals, 151 estaven ocupats pels seus propietaris, 14 estaven llogats i ocupats pels llogaters i 2 estaven cedits a títol gratuït; 3 tenien una cambra, 6 en tenien dues, 27 en tenien tres, 46 en tenien quatre i 85 en tenien cinc o més. 148 habitatges disposaven pel capbaix d'una plaça de pàrquing. A 74 habitatges hi havia un automòbil i a 78 n'hi havia dos o més.

### Piràmide de població
La piràmide de població per edats i sexe el 2009 era:
| Homes | Edats   | Dones |
| ----- | ------- | ----- |
| 0     | 95 o +  | 0     |
| 0     | 90 a 94 | 4     |
| 8     | 85 a 89 | 0     |
| 0     | 80 a 84 | 4     |
| 12    | 75 a 79 | 16    |
| 12    | 70 a 74 | 12    |
| 12    | 65 a 69 | 16    |
| 8     | 60 a 64 | 4     |
| 16    | 55 a 59 | 4     |
| 20    | 50 a 54 | 28    |
| 28    | 45 a 49 | 8     |
| 20    | 40 a 44 | 20    |
| 4     | 35 a 39 | 16    |
| 8     | 30 a 34 | 4     |
| 4     | 25 a 29 | 4     |
| 4     | 20 a 24 | 0     |
| 28    | 15 a 19 | 16    |
| 24    | 10 a 14 | 4     |
| 0     | 5 a 9   | 16    |
| 8     | 0 a 4   | 0     |

## Economia
El 2007 la població en edat de treballar era de 245 persones, 192 eren actives i 53 eren inactives. De les 192 persones actives 174 estaven ocupades (99 homes i 75 dones) i 18 estaven aturades (10 homes i 8 dones). De les 53 persones inactives 21 estaven jubilades, 11 estaven estudiant i 21 estaven classificades com a «altres inactius».

### Ingressos
El 2009 a Ozoir-le-Breuil hi havia 173 unitats fiscals que integraven 424 persones, la mediana anual d'ingressos fiscals per persona era de 17.253 €.

### Activitats econòmiques
Dels 11 establiments que hi havia el 2007, 1 era d'una empresa alimentària, 1 d'una empresa de fabricació d'altres productes industrials, 4 d'empreses de construcció, 2 d'empreses de comerç i reparació d'automòbils, 1 d'una empresa de transport, 1 d'una empresa financera i 1 d'una empresa classificada com a «altres activitats de serveis».
Dels 6 establiments de servei als particulars que hi havia el 2009, 1 era una oficina bancària, 1 paleta, 1 fusteria, 1 lampisteria, 1 electricista i 1 saló de bellesa.
L'únic establiment comercial que hi havia el 2009 era una fleca.
L'any 2000 a Ozoir-le-Breuil hi havia 29 explotacions agrícoles que ocupaven un total de 1.710 hectàrees.

## Equipaments sanitaris i escolars
El 2009 hi havia una escola elemental integrada dins d'un grup escolar amb les comunes properes formant una escola dispersa.

## Poblacions més properes
El següent diagrama mostra les poblacions més properes.